# Битка код Добоја (1415)
Битка код Добоја вођена је почетком августа 1415. године, код средњовековне тврђаве Добој, између угарске војске са једне и војске босанске властеле потпомогнуте турским четама са друге стране. Део је Угарско-турских ратова, а завршена је одлучним поразом угарске војске.

## Увод
Прогнани граљ Твртко II Твртковић 1414. године продире са Турцима у Босну. Твртко је искористио турску провалу да се учврсти на власти, заједно са Хрвојем Вукчићем Хрватинићем. До августа 1414. године Твртко је већ повратио власт у готово читавој земљи. О томе сведочи упозорење Дубровчана људима кнеза Павла Раденовића да ће се пожалити краљу Твртку за пљачку њихове стоке. Павле Раденовић стао је на Тврткову страну. Твртко је у земљу дошао августа 1414. године што значи да је турска помоћ била довољно јака да се он сместа врати на престо. Краљ Остоја се и даље налазио у земљи. Заједно са Сандаљем Хранићем, Остоја се вероватно налазио у планинама или у неком од утврђених градова. Остоји су Дубровчани отказали послушност и одбили су му плаћање данка. На страни краља Остоје био је угарски краљ Жигмунд Луксембуршки који му једном повељом од 1. фебруара 1415. године потврдио заслуге за хришћанство. После тога, Дубровчани нису могли да одбију да Остоји исплате светодмитровски доходак. Међутим, истовремено одржавају везе и са Твртком и шаљу му подуже писмо у коме му се правдају да нису пружали азил Остојиним присталицама.
Грађански рат у земљи навео је не само властелу, већ и шире народне масе, да у њему узме учешћа стајући на страну једног од краљева. Власи сточари краља Остоје су у околини Дубровника нападали људе Сандаља Хранића и прелазили на страну краља Твртка. Турске чете погоршавале су стање у земљи. Дубровчани шаљу писмо Ђурђу Бранковићу у коме му се извињавају што њихово посланство није стигло у Србију да му честита на венчању. Разлог је била опасност од турских чета у Босни. Турске чете су преко Босне продирале у Далмацију, Крајину, све до Шибеника. Хрвоју су Турци омогућили да се одржи на својим поседима у Доњим Крајевима. Са турским четама, Хрвоје се 1415. године спремао да нападне Сплит. Преговарао је са Млетачком републиком око заједничког напада. За узврат, Хрвоје би им предао град Омиш. Млеци нису пристали да Хрвоја директно подрже својом флотом због страха од Жигмунда. Међутим, помагали су херцега оружјем и ратном опремом.

## Битка
Турке је у Босни предводио Зек Мелек. Мелекови одреди продиру и у Хрватску, али их је стање у Цариграду 1415. године приморало на повлачење. Жигмунду је јављено да је у Босни остало мало Турака на страни Хрвоја. Ипак, Остоја се са њима није могао сам обрачунати, а Сандаљ Хранић је данком одржавао мир. Истовремено стиже вест да турски командант Исак бег из Скопља спрема напад на Далмацију и Хрватску. Мађарска војска се средином јуна окупља у Усори, око града Добоја, са намером да Босну очисти од Турака. Име града Добој се по први пут тада помиње у историјским изворима: in Uxora suptus castrum Doboy (У Усори под тврђавом Добој). Међутим, на изненађење угарског краља, сва босанска властела била је против Угара. Хрвоје Вукчић и Сандаљ Хранић су се измирили. Договорено је да султан прихвати Остоју за краља Босне. Твртко је жртвован да би се постигло јединство. Угари су сада били у тешкој ситуацији. Од босанске властеле пришао им је једино Владислав Дубравчић, господар усорског града Ковача. У Босну пристиже и војска коју је сакупио Исак-бег. Почетком августа 1415. године сукобиле су се турска и угарска војска пред Добојем. Битка је завршена страховитим поразом Угара. Босанска властела, на страни Угара, је током битке прелазила на турску страну. У заробљеништво су пали Иван Моровић, Иван Гара и Павле Чупор. Дубровчић је свој град предао Турцима. Моровић и Гара ослободили су се након плаћања откупа. Павла Чукора је Хрвоје Вукчић зашио у бивољу кожу и бацио у реку Босну.

## Последице
Битка код Добоја представља важну прекретницу у историји средњовековне босанске државе. Угарска, која је до тада играла доминантну улогу у унутрашњим приликама у Босни, потиснута је од стране све моћнијег Османског царства. Босанска властела оријентише се према новим господарима. Од 1415. године нема више озбиљнијих угарских упада у Босну. Босанска властела стиче моћног савезника у борби против католицизма. На двору босанског краља у Сутјесци, нашла се 23. августа сва босанска властела, Сандаљ Хранић, Хрвоје Вукчић, Павле Раденовић, Павле Радишић Клешић, војвода Вукмир Златоносовић, Драгиша Дињичић и сам краљ Остоја. Предвођена самим краљем Остојом, властела је тог дана на Пареној Пољани код Сутјеске напала кнеза Павла Раденовића. Павле је убијен од стране Сандаљевих људи. Његов син, Петар, свезан је и послат у Бобовац. Оправдање је било да је Павле "издао цео свет, и Дубровник, и Босну и Угарску". Стварни узрок атентата на Павла био је његов сукоб са Хранићем. Дубровчани нису оправдавали овај поступак. Павле је сахрањен у Врхбосни, на месту који и данас носи назив Павловац.